# Enterococcus
Enterococcus (ook bekend als de enterokokken(bacterie)) is een geslacht van facultatief-anaerobe, gram-positieve melkzuurbacteriën die veelal voorkomen in paren (diplococci) of korte ketens. Ze zijn moeilijk te onderscheiden van streptokokken op basis van fysieke eigenschappen alleen. Twee soorten komen veel voor als commensale organismen in de menselijke darmen: Enterococcus faecalis (90-95%) en Enterococcus faecium (5-10%).
In mei 2024 werden in twee waterreservoirs, die de Achterhoek en regio boven Arnhem enterokokkenbacterieën aangetroffen. Vitens, die het waternet beheerde, raadde aan het water dat gebruikt werd als drinkwater voor consumptie eerst 3 minuten te koken.